# Søborg (Gladsaxe)
Søborg is een voorstad in de Deense regio Hovedstaden, gemeente Gladsaxe, en telt ca. 20.000 van de 64.000 inwoners die de gemeente Gladsaxe heeft.
In het zuiden en westen grenst het aan de Utterslev mose, in het oosten aan Vangede in Gentofte en Emdrup. In het noorden liggen drie andere stadsdelen in Gladsaxe: Gladsaxe, Buddinge en Mørkhøj. Søborg is via de S-Tog verbonden met het centrum van Kopenhagen.

## Geboren
- Puk Scharbau (6 mei 1969), (stem)actrice

## Zie ook

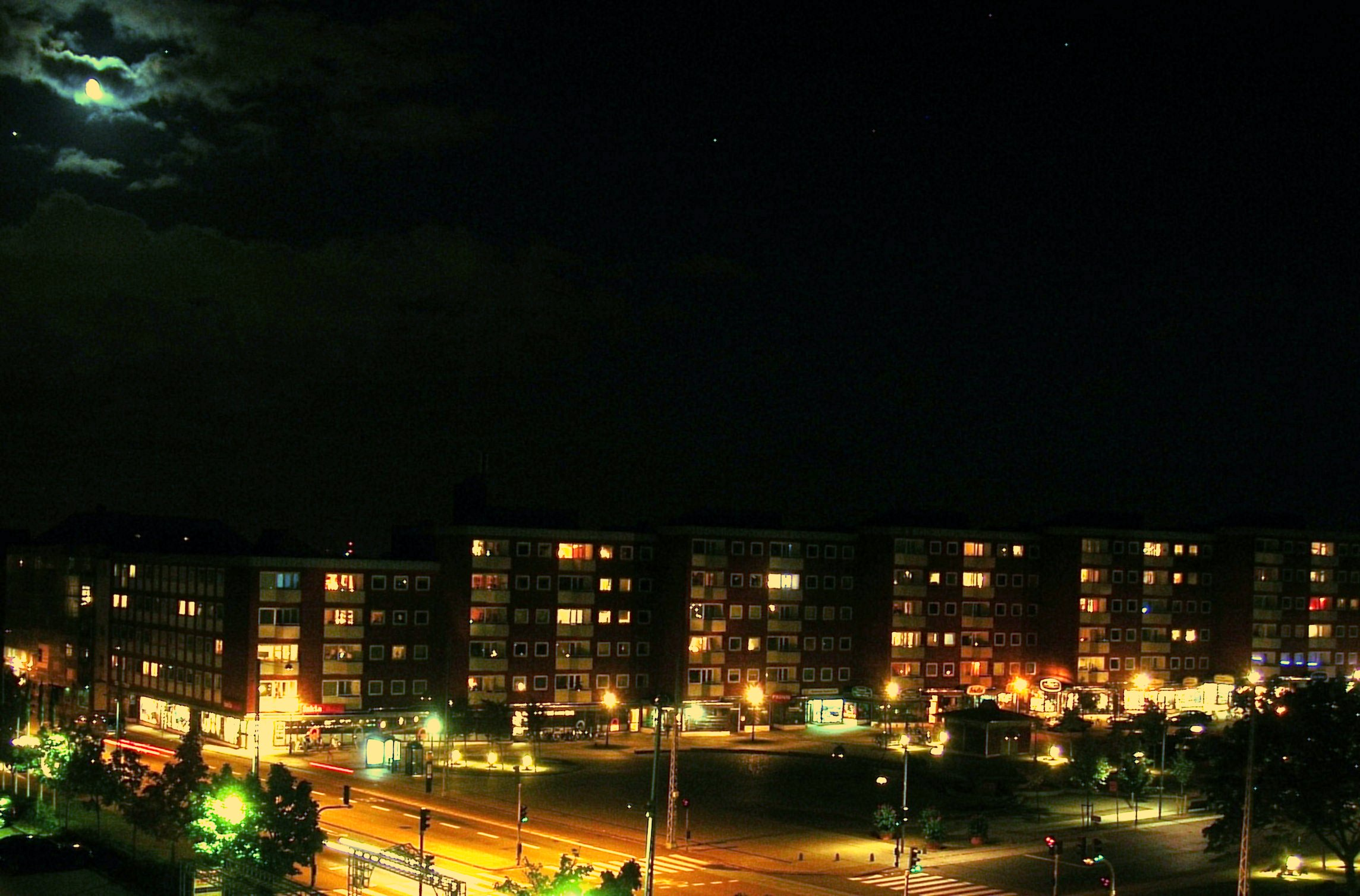
Søborg Torv by night
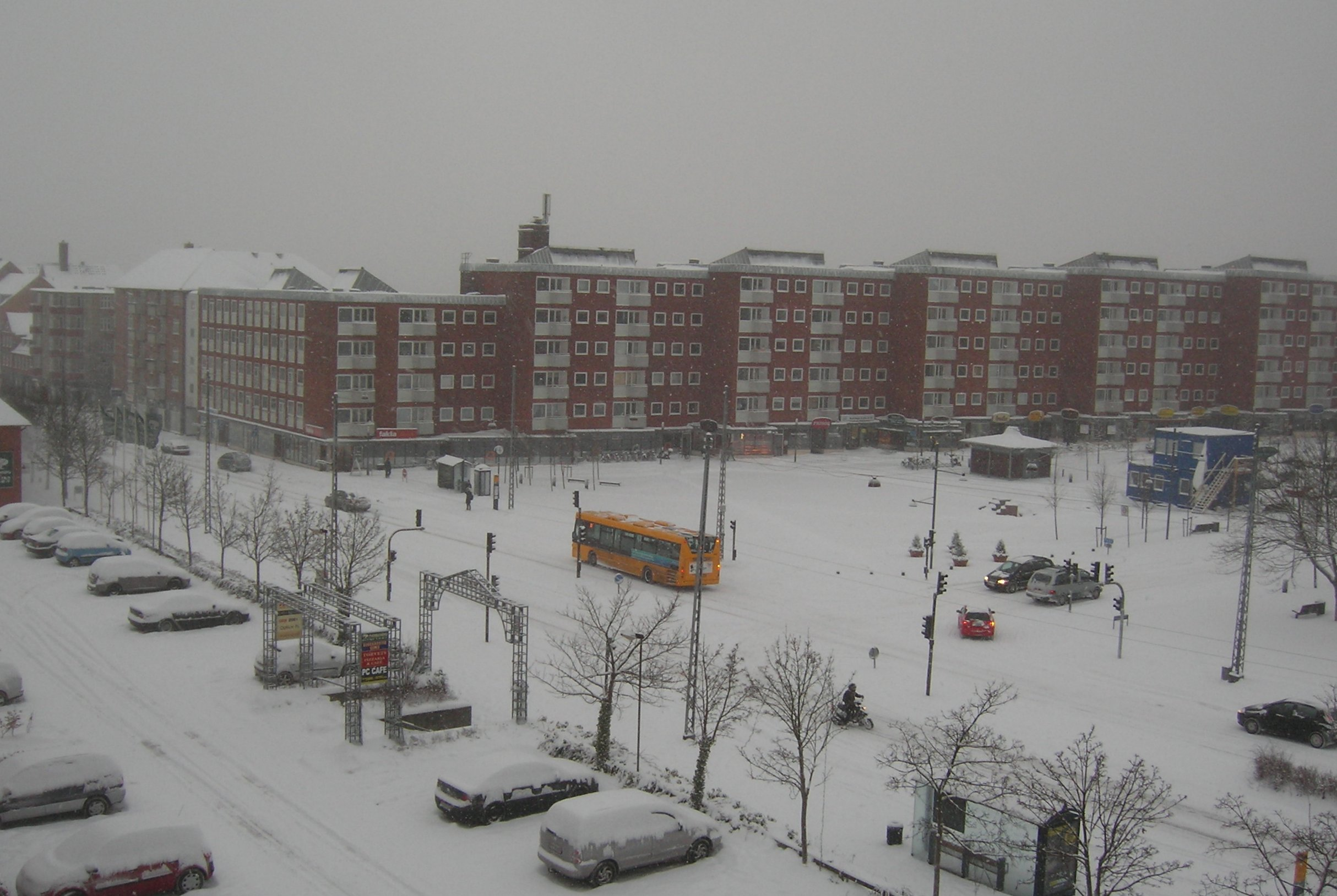
Søborg Torv sneet til